# Fashālam
Fashālam (persiska: فشالم) är en ort i Iran.   Den ligger i provinsen Gilan, i den nordvästra delen av landet, 250 km nordväst om huvudstaden Teheran. Fashālam ligger 1 meter över havet och antalet invånare är 211.
Terrängen runt Fashālam är platt. Runt Fashālam är det ganska tätbefolkat, med 111 invånare per kvadratkilometer. Närmaste större samhälle är Rasht, 14,3 km öster om Fashālam. Trakten runt Fashālam består till största delen av jordbruksmark.